# 李鎮洙
李 鎮洙（リ・チンス、1921年? - 1987年8月23日）は、朝鮮民主主義人民共和国（北朝鮮）の政治家。朝鮮労働党中央委員会委員、朝鮮民主主義人民共和国最高人民会議代議員。1947年から安全・検察部門で活動を開始。1973年から社会安全部長、中央検察所長を歴任、1983年から1987年8月23日まで国家保衛部長を務めていた。
1987年8月23日、心臓麻痺のため死去。